# ناحیه آلبا، شهرستان جکسون، مینه‌سوتا
شهرستان البا، بخش جکسون، مینیسوتا (به انگلیسی: Alba Township, Jackson County, Minnesota) یک منطقهٔ مسکونی در ایالات متحده آمریکا است که در مینه‌سوتا واقع شده‌است.

## خصوصیات
شهرستان البا ۹۱٫۴ کیلومترمربع مساحت و ۲۰۰ نفر جمعیت دارد و ۴۳۶ متر بالاتر از سطح دریا واقع شده‌است.